# پیژخنگتسا
پیژخنگتسا (به لهستانی:  Pierzchnica) یک روستا در لهستان است که در گمینا پیژخنگتسا واقع شده‌است. پیژخنگتسا ۸۷۰ نفر جمعیت دارد.